# Saint-Martin-du-Tartre
Saint-Martin-du-Tartre ist eine französische Gemeinde mit 150 Einwohnern (Stand: 1. Januar 2022) im Département Saône-et-Loire in der Region Bourgogne-Franche-Comté. Sie gehört zum Arrondissement Chalon-sur-Saône und ist Teil des Kantons Givry (bis 2015: Kanton Buxy).

## Geografie
Saint-Martin-du-Tartre liegt etwa 24 Kilometer südwestlich von Chalon-sur-Saône. Umgeben wird Saint-Martin-du-Tartre von den Nachbargemeinden Germagny im Norden, Bissy-sur-Fley im Norden und Nordosten, Culles-les-Roches im Osten, Saint-Maurice-des-Champs im Süden und Südosten, Vaux-en-Pré im Süden und Südwesten, Genouilly im Westen sowie Le Puley im Nordwesten.

## Bevölkerungsentwicklung
| Jahr                      | 1962 | 1968 | 1975 | 1982 | 1990 | 1999 | 2006 | 2013 |
| Einwohner                 | 162  | 142  | 114  | 141  | 135  | 151  | 164  | 149  |
| Quelle: Cassini und INSEE |      |      |      |      |      |      |      |      |

## Sehenswürdigkeiten

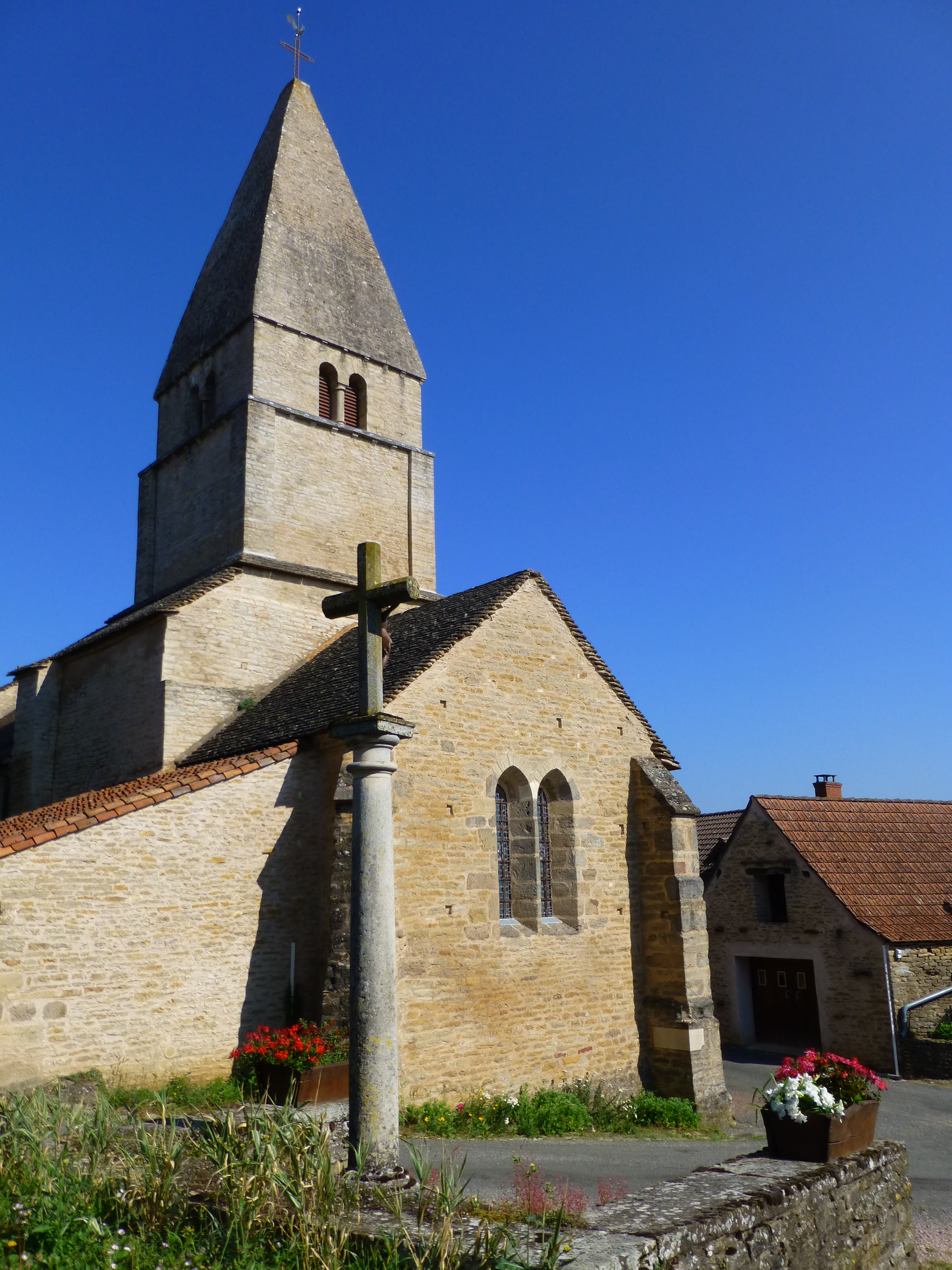
Kirche Saint-Martin

- Romanische Kirche Saint-Martin